# Lâm Bưu (Trung Hoa Dân Quốc)
Lâm Bưu (chữ Hán: 林彪, bính âm: Lín Biāo), tự Lễ Nguyên (禮源), sinh năm 1889, là một chính trị gia, thẩm phán và luật sư thời Trung Hoa Dân Quốc. Ông là một nhân vật quan trọng trong chế độ Uông Tinh Vệ thân Nhật. Ông sinh tại Hương Sơn (Trung Sơn), Quảng Đông.

## Tiểu sử
Lâm Bưu du học tại Bỉ, rồi tại Hoa Kỳ, tốt nghiệp Đại học Wisconsin. Sau đó ông sang Đức, nhận được học vị Tiến sĩ Luật tại Đại học Würzburg. Năm 1923, ông về nước, tham gia Chính phủ quân sự Quảng Châu của Tôn Dật Tiên, và được bổ nhiệm làm thư ký phủ Nguyên soái. Sau đó ông giữ các vị trí Công sứ tại Đức, giảng viên Đại học Bắc Kinh, và thẩm phán Tòa án đặc biệt Thượng Hải. Năm 1928, Lâm trở thành thư ký Tư pháp viện, rồi đến tháng 4 năm sau được đổi sang làm Quyền Chánh án Tòa án Tối cao Giang Tô. Năm 1934, ông từ chức, hành nghề luật sư tại Tô Châu.
Tháng 5 năm 1940, chính quyền Uông Tinh Vệ thành lập, Lâm Bưu được bổ nhiệm Chánh án Tòa thượng thẩm. Năm 1945, ông cũng là ủy viên Hội đồng hủy bỏ thẩm quyền ngoại giao.
Sau khi chế độ Uông Tinh Vệ sụp đổ, Lâm Bưu mất tích.